# آيت الطالب
 آيت الطالب (بالإنجليزية: AIT TALEB)‏ هي جماعة قروية تابعة لإقليم الرحامنة ضمن جهة مراكش أسفي بالمغرب. بلغ مجموع عدد سكان  آيت الطالب حسب إحصاءات 2004 حوالي 8888 نسمة يعيشون في 1308 أسرة.

## إحصاء عام
| السنة | عدد السكان | عدد الأسر | عدد الأجانب |
| ----- | ---------- | --------- | ----------- |
| 1994  | 9870       | 1463      | °°°°        |
| 2004  | 8888       | 1308      | 0           |